# 関忠志 (ボートレーサー)
関 忠志（せき ただし、1950年11月18日 - ）は、岡山県出身の元ボートレーサー。

## 来歴
1969年にデビューし、同期には淺香登・新開文夫らがいる。
艇界屈指の『インファイター』、かつてはイン奪取率が7割近い『イン屋』で、どんなに深い位置からでもスタートを決められるのが武器であり、厳しいコース取りからのイン逃げを得意としていた。晩年は時代の流れからインまで取り切れることは3割前後と減ったが、その分2コース率が上がり55.7％、インと2コースで85％を超えた。
1994年8月30日に地元児島で開催された第40回モーターボート記念競走でデビュー25年1ヶ月目でのSG初制覇を飾る。
2004年10月6日には津一般「第1回倉田栄一杯争奪安濃津賞」で高山秀則・林貢と共に優出し、初代覇者となる。
2005年6月12日の平和島一般「ビクトリーチャンネルカップ」で全24場優勝を果たし、2014年3月14日にはBOAT RACE振興会より会長賞が授与された。
2008年6月8日の蒲郡一般「競艇マクールカップ」が最後の優勝となった。
2015年5月19日の三国一般「さつき第1戦」で西島義則・田村隆信と共に優出するが、最後の優出（1号艇1コース進入3着）となった。同年8月28日の大村一般「チケットショップ長崎佐々開設記念レース」最終日7Rを逃げ切り、9436走目で史上23人目の通算2500勝を達成。
2017年1月14日の浜名湖一般「サンケイスポーツ杯」初日6Rが最後の勝利（3号艇1コース進入から逃げ切り）、同28日の徳山一般「マンスリーBOATRACE杯争奪戦」最終日7R（6号艇1コース進入で3着）が最後の出走となり、同年2月1日限りで現役を引退。
引退後の同年、ボートレース殿堂マイスター入りを果たす。

## 獲得タイトル
- 1994年 - 第40回モーターボート記念競走（児島）